# Loi de modernisation de l'agriculture et de la pêche
La loi de modernisation de l'agriculture (LMA) est une loi française promulguée le 27 juillet 2010 sous le gouvernement Fillon, visant à une « modernisation » de l'agriculture, de la forêt et de la pêche. Elle est conduite par Bruno Le Maire, alors ministre de l'agriculture. L'une des mesures phares est la contractualisation, confortée par deux décrets le 31 décembre 2010. Cette loi de modernisation de l'agriculture de 2010, est abrégée en l'acronyme LMA, pour la différencier de la loi d'avenir pour l'agriculture, l'alimentation et la forêt de 2014, dite LAAAF, conduite par Stéphane Le Foll, ministre de l'agriculture sous la présidence de François Hollande.

## Volet agriculture
Principalement, cette loi renforce la compétitivité des exploitations agricoles
La loi charge également le Conseil national de l'alimentation et le Conseil supérieur d'orientation et de coordination de l'économie agricole et alimentaire d'émettre des avis concernant le programme national pour l'alimentation (PNA) fixé par le gouvernement.
La loi met en place le plan régional de l'agriculture durable,.
La loi vise à réduire la diminution de la surface agricole utile en France, par une politique de préservation du foncier agricole. Elle fixe comme objectif de réduire de moitié à l’échelle nationale d’ici 2020 le rythme d’artificialisation des terres agricoles. Dans chaque département, il est créé une commission départementale de consommation de l'espace agricole, qui peut être consultée sur toute question relative à la régression des surfaces agricoles.

## Volet forestier
L'article 64 de la loi avait instauré les plans pluriannuels régionaux de développement forestier (PPRDF). Ils visaient à orienter les efforts d’animation, les investissements et les interventions publiques sur des territoires ciblés afin d’améliorer la production et la valorisation économique du bois, tout en respectant les conditions d’une gestion durable des forêts. Ces plans opérationnels visaient une mobilisation supplémentaire de bois dans des massifs forestiers sous-exploités. Ils ont été établis à partir de 2012 et pour cinq ans. Plusieurs d'entre eux sont arrivés à échéance fin 2016. Depuis cette date, les PPRDF sont remplacés par les actions en amont de la filière définies dans les programmes régionaux de la forêt et du bois (PRFB) correspondants, déclinaisons régionales du programme national de la forêt et du bois (PNFB) adopté en 2016.   
L'article 68 de la loi avait créé le compte épargne d’assurance pour la forêt. C'était un compte d'épargne dont les intérêts étaient défiscalisés, adossé à la souscription obligatoire d'un contrat d’assurance garantissant le risque tempête, destiné à financer les travaux de prévention et de reconstitution à la suite d'un sinistre naturel, c'est-à-dire d'origine sanitaire, climatologique, météorologique ou liés à un incendie. L'insuccès de ce compte d'épargne a justifié son remplacement par le compte d'investissement forestier et d'assurance (CIFA) créé en 2013. Désormais l'avantage fiscal du CIFA porte sur l'exonération à 75 % de l'impôt sur la fortune immobilière (IFI) et des droits de mutations à titre gratuit, mais sa destination est la même,.